# سیارک ۹۱۹۱
سیارک ۹۱۹۱ (به انگلیسی: 9191 Hokuto، نامگذاری:1991XU)۹۱۹۱مین سیارک کشف شده‌است که در ۱۳ دسامبر ۱۹۹۱ کشف شد.